# Мидвеј (Тексас)
Мидвеј (енгл. Midway) град је у америчкој савезној држави Тексас. По попису становништва из 2010. у њему је живело 228 становника.

## Демографија
Према попису становништва из 2010. у граду је живело 228 становника, што је 60 (20,8%) становника мање него 2000. године.
| Група             | 2000.       | 2010.       |
| Белци             | 226 (78,5%) | 173 (75,9%) |
| Афроамериканци    | 46 (16,0%)  | 28 (12,3%)  |
| Азијати           | 0 (0,0%)    | 0 (0,0%)    |
| Хиспаноамериканци | 15 (5,2%)   | 26 (11,4%)  |
| Укупно            | 288         | 228         |